# ترفیلد
ترفیلد (به انگلیسی: Therfield) یک محله مدنی و روستا در بریتانیا است که در North Hertfordshire واقع شده‌است. ترفیلد ۵۵۶ نفر جمعیت دارد.